# Prière (Boulanger)
Pour les articles homonymes, voir Prière (homonymie).
Prière est une mélodie pour voix et piano ou orchestre de Nadia Boulanger composée en 1909 sur un poème d'Henry Bataille.

## Composition
Prière est composé en 1909. La mélodie est écrite sur un poème d'Henry Bataille extrait de « La Chambre blanche », première partie du recueil Le Beau Voyage (Paris, Bibliothèque Charpentier, Fasquelle, 1904).
L'incipit de l'œuvre est : « Ô Marie ! soyez-moi Marie, et mon cœur vivra ».
La mélodie existe dans une version pour chant et piano ainsi qu'une pour chant et orchestre. Le manuscrit autographe de la version chant et piano est conservée à la BnF (Ms. 19525). Il est signé et daté à la fin « Nadia Boulanger / 22 janvier 1909 ». Les manuscrits de l'orchestration de Nadia Boulanger sont conservés au Musée de la musique et à la médiathèque Nadia-Boulanger du CNSMDL. L'instrumentation de cette version est : 2 flûtes, 2 hautbois, 2 clarinettes, 2 bassons, 3 cors, 1 trompette et cordes.

## Édition
La partition pour chant et piano est publiée par J. Hamelle en 1909 (cotage J.5857.H.).
La mélodie connaît une nouvelle édition en 2003, en volume chez Alphonse Leduc, au sein du recueil Mélodies pour voix moyenne (vol. 1).

## Création
Dans sa version pour chant et piano, Prière est donné en première audition par Rodolphe Plamondon et Nadia Boulanger à Paris, au théâtre des Arts, lors d'une série des concerts du dimanche des Grands concerts Symphonia, avec Cantique. Les mêmes interprètes reprennent la mélodie le 2 mars 1910 chez Madame Boulanger (36 rue Ballu), avec Cantique, puis le 9 décembre 1910 salle Hoche, avec Heures ternes, La Mer, Larme solitaire et Cantique.
L'œuvre est notamment redonnée le 14 janvier 1913 à l'Ambassade de France par Germaine Sanderson et Nadia Boulanger (avec Cantique), le 1er décembre 1913 à Paris par David Devriès et Nadia Boulanger (avec Cantique), et par les mêmes interprètes le 10 décembre 1913 à la société La Seine (avec Cantique et Chanson).
La version pour chant et orchestre est créée à La Roche-sur-Yon le 17 avril 1912 par M. Capitaine, sous la direction de la compositrice, avec Cantique.
Une version pour violoncelle et orgue est donnée à l'église Saint-Pierre de Montmartre le 10 mai 1917 par Mlle Marcelli et Nadia Boulanger.

## Commentaires
« Émouvante » pour la musicienne et musicologue Anne de Fornel, Prière est d'une durée moyenne d'exécution de trois minutes environ.
Dans le catalogue des œuvres de Nadia Boulanger établi par la musicologue Alexandra Laederich, la pièce porte le numéro NB 30.

## Discographie
- Nadia Boulanger : Lieder und Kammermusik, Melinda Paulsen (en) (mezzo-soprano) et Angela Gassenhuber (piano), Troubadisc TRO-CD 01407, 1993[5] — premier enregistrement mondial.
- Mademoiselle - Première Audience : Unknown Music of Nadia Boulanger, Nicole Cabell (soprano) et Lucy Mauro (piano), Delos DE 3496, 2 CD, 2017[6].
- Lili & Nadia Boulanger : mélodies, Cyrille Dubois (ténor) et Tristan Raës (piano), Aparté, 2020[7].
- Les heures claires : The Complete Songs : Nadia & Lili Boulanger, Raquel Camarinha (soprano) et Anne de Fornel (piano), Harmonia Mundi HMM 902356.58, 3 CD, 2023[8].